# Komuč

Vlajka

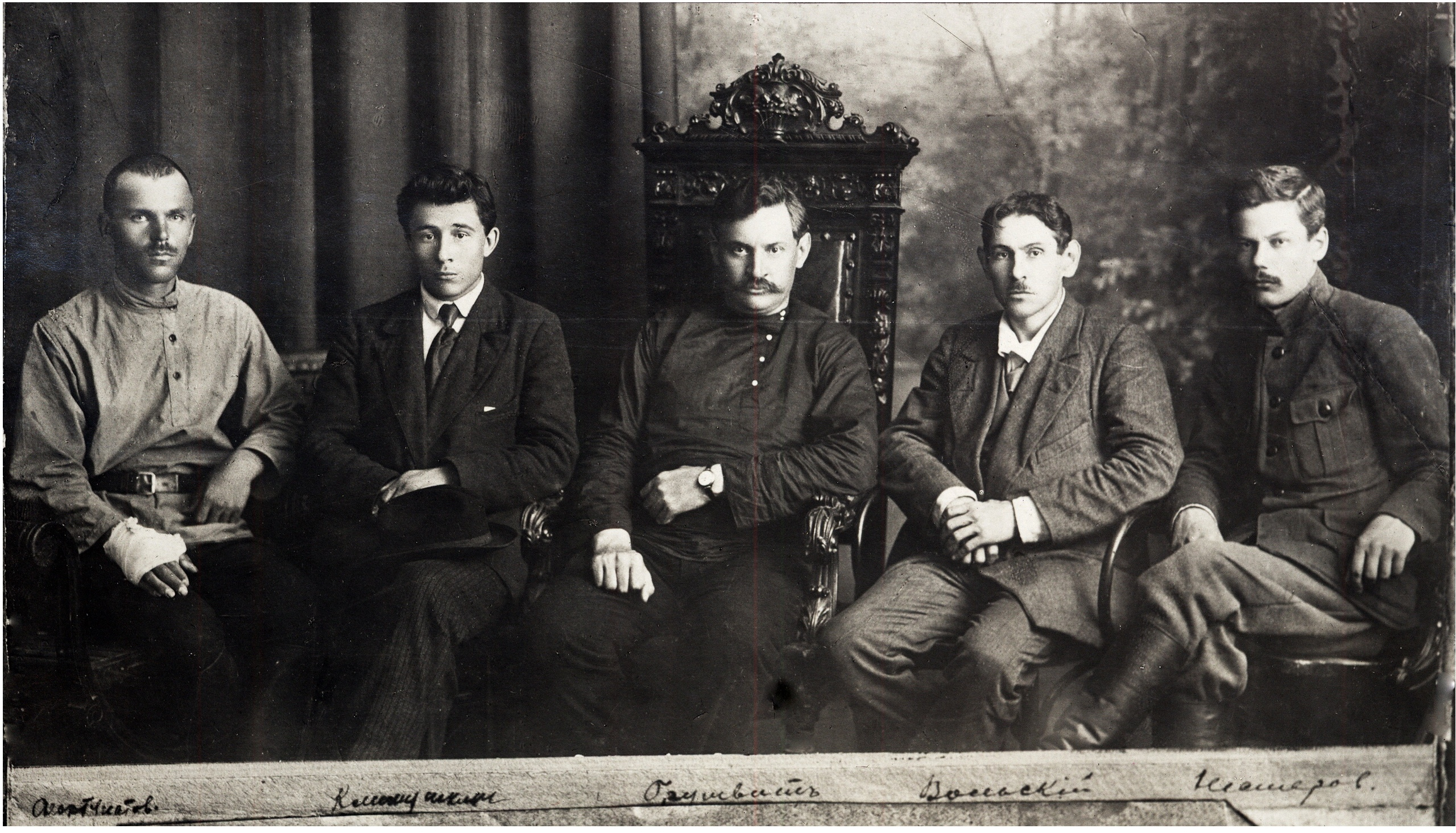
Členové výboru

Komuč (zkratka ruského Комитет членов Учредительного собрания – Výbor členů Ústavodárného shromáždění) byla vláda, kterou za ruské občanské války založili eserští členové rozehnaného Všeruského ústavodárného shromáždění. Výbor byl založen 8. června 1918 v Samaře za podpory Československých legií, předsedou byl Vladimir Volskij. Komuč se svojí Lidovou armádou kontroloval oblast Uralu a Povolží, za jeho vlády byl zaveden osmihodinový pracovní den, povoleno drobné podnikání a plánovala se pozemková reforma. V listopadu byla v Ufě vytvořena Všeruská prozatímní vláda, které předal Komuč veškeré pravomoci. Výbor byl definitivně rozpuštěn krátce poté, když se Alexandr Vasiljevič Kolčak prohlásil diktátorem.